# Okres Topoľčany
Okres Topoľčany je jedním z okresů Slovenska. Leží v Nitranském kraji, v jeho severní části. Na severu hraničí s okresem Nové Mesto nad Váhom a Bánovce nad Bebravou v Trenčínském kraji, na západě s okresem Piešťany a Hlohovec v Trnavském kraji, na východě pak s okresem Partizánske v Trenčínském kraji a na jihu s okresem Nitra a okresem Zlaté Moravce.